# Épogne
Ne doit pas être confondu avec Pogne.
L‘épogne est une pâtisserie que l'on trouve en Savoie et en Saône-et-Loire. Le mot désigne l'ensemble des gâteaux ou des tartes, sucrés ou salés, fait à base de pâte à brioche ou pâte levée.

## Historique
Autrefois, l’épogne était cuite dans le four du village le « jour du pain ». 
Il existe de nombreuses recettes salées et sucrées. Celle de l'« épogne aux pralines » ou « brioche aux pralines », de couleur carmin, était confectionnées durant les fêtes de Noël à partir du XVIe siècle. L'épogne dé rés (des rois) était fabriquée en Savoie sous la forme d'une galette safranée à pâte levée contenant deux fèves.